# Osornophryne talipes
Osornophryne talipes (tên tiếng Anh là Cannatella's Plump Toad) là một loài cóc trong họ Bufonidae.
Nó được tìm thấy ở Colombia và Ecuador.
Các môi trường sống tự nhiên của chúng là các khu rừng vùng núi ẩm nhiệt đới hoặc cận nhiệt đới và vùng cây bụi nhiệt đới hoặc cận nhiệt đới vùng đất cao. Loài này đang bị đe dọa do mất nơi sống.

## Hình ảnh

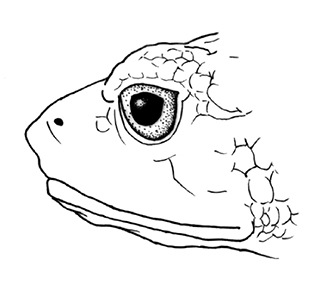